# Línea 220 (Interurbanos Madrid)
La línea 220 de la red de autobuses interurbanos de Madrid une Torrejón de Ardoz con San Fernando de Henares.

## Características
Esta línea une ambas localidades con los polígonos industriales de Las Monjas y San Fernando Sur, con un recorrido que dura aproximadamente 30 minutos entre cabeceras.
Curiosamente, y al contrario de la inmensa mayoría de líneas interurbanas del CRTM, su recorrido parte desde la corona tarifaria B2 y termina en la corona tarifaria B1, cuando lo habitual es que el final de la línea se encuentre más alejado que el inicio.
Siguiendo la numeración de líneas del CRTM, las líneas que circulan por el corredor 2 son aquellas que dan servicio a los municipios situados en torno a la A-2 y comienzan con un 2. Aquellas numeradas dentro de la decena 220 corresponden a aquellas que circulan por Torrejón de Ardoz y Alcalá de Henares. Particularmente, los números impares en la decena 220 circulan por Alcalá de Henares y los números pares lo hacen por Torrejón de Ardoz.
La línea mantiene los mismos horarios todo el año (exceptuando las vísperas de festivo y festivos de Navidad), circulando únicamente de lunes a viernes laborables.
Está operada por la empresa ALSA mediante la concesión administrativa VCM-202 - Madrid – Torrejón de Ardoz –  Alcalá de Henares – Meco (Viajeros Comunidad de Madrid) del Consorcio Regional de Transportes de Madrid.

## Horarios
| Lunes a viernes laborables |                         |
| Torrejón > San Fernando    | San Fernando > Torrejón |
| 06:30                      | 07:00                   |
| 07:30                      | 08:00                   |
| 08:30                      | 09:00                   |
| 09:30                      | 10:00                   |
| 10:30                      | 11:00                   |
| 11:30                      | 12:00                   |
| 12:30                      | 13:00                   |
| 13:30                      | 14:00                   |
| 14:30                      | 15:00                   |
| 15:30                      | 16:00                   |
| 16:30                      | 17:00                   |
| 17:30                      | 18:00                   |
| 18:30                      | 19:00                   |
| 19:30                      | 20:00                   |
| 20:30                      | 21:00                   |

## Recorrido y paradas

### Sentido San Fernando de Henares
La línea tiene su cabecera en la terminal de autobuses de la Plaza de España de Torrejón de Ardoz, donde tiene correspondencia con multitud de líneas urbanas e interurbanas además de encontrarse cerca de la estación de cercanías. Sale de aquí por la Avenida de la Constitución en dirección sur.
Al llegar a la intersección con la Avenida de las Fronteras y la Avenida del Sol, gira a la izquierda para incorporarse a la segunda, dirigiéndose hacia el Polígono Industrial Las Monjas.
Dentro del polígono, circula por las calles Estaciones y Mejorada. Al final de la calle Mejorada se incorpora a la Avenida de la Astronomía, ya en el término municipal de San Fernando de Henares dentro del Polígono San Fernando Sur.
Sale de la misma por la Avenida Puerta de Madrid, al final de la cual enlaza con la carretera M-206 en dirección al casco urbano de San Fernando de Henares, donde tiene su cabecera nada más entrar en la Plaza de Guernica, junto a la estación de Jarama de la línea 7 del Metro de Madrid, dentro del tramo de MetroEste.
| Código | Parada                                | Común con | Conexiones con Metro y Cercanías | Municipio               | Zona |
| ------ | ------------------------------------- | --------- | -------------------------------- | ----------------------- | ---- |
| 15084  | Terminal Pza. España - Est. Torrejón  | 215       | Torrejón de Ardoz                | Torrejón de Ardoz       |      |
| 16555  | Estaciones - Primavera                |           |                                  | Torrejón de Ardoz       |      |
| 18142  | Estaciones - Verano                   |           |                                  | Torrejón de Ardoz       |      |
| 18144  | Mejorada - Parque Ind. Las Monjas     |           |                                  | Torrejón de Ardoz       |      |
| 18145  | Av. Astronomía - Mejorada             |           |                                  | San Fernando de Henares |      |
| 17032  | Av. Astronomía - Centro de Empresas   |           |                                  | San Fernando de Henares |      |
| 17033  | Av. Astronomía - Pza. Ciencia         |           |                                  | San Fernando de Henares |      |
| 17034  | Av. Astronomía - Venus                |           |                                  | San Fernando de Henares |      |
| 17035  | Av. Astronomía - Av. Puerta de Madrid | 1         |                                  | San Fernando de Henares |      |
| 20673  | Timoteo Mendieta - Pol. Industrial    | 1         |                                  | San Fernando de Henares |      |
| 17040  | Pza. Guernica - Est. Jarama           | SE7       | Jarama                           | San Fernando de Henares |      |

### Sentido Torrejón de Ardoz
El recorrido de vuelta es igual al de la ida pero en sentido contrario.
| Código | Parada                                | Común con                           | Conexiones con Metro y Cercanías | Municipio               | Zona |
| ------ | ------------------------------------- | ----------------------------------- | -------------------------------- | ----------------------- | ---- |
| 17040  | Pza. Guernica - Est. Jarama           | SE7                                 | Jarama                           | San Fernando de Henares |      |
| 20672  | Timoteo Mendieta - Pol. Industrial    | 1                                   |                                  | San Fernando de Henares |      |
| 17036  | Av. Astronomía - Av. Puerta de Madrid | 1                                   |                                  | San Fernando de Henares |      |
| 17037  | Av. Astronomía - Venus                | 1                                   |                                  | San Fernando de Henares |      |
| 17038  | Av. Astronomía - Pza. Ciencia         |                                     |                                  | San Fernando de Henares |      |
| 17039  | Av. Astronomía - Centro de Empresas   |                                     |                                  | San Fernando de Henares |      |
| 18146  | Estaciones - Invierno                 |                                     |                                  | Torrejón de Ardoz       |      |
| 10890  | Estaciones - Parque Bomberos          | 3                                   |                                  | Torrejón de Ardoz       |      |
| 16556  | Estaciones - Primavera                | 3                                   |                                  | Torrejón de Ardoz       |      |
| 10892  | Av. Constitución - Av. Las Fronteras  | 215 223 224 251 340 824 1A 2 3 4 5A |                                  | Torrejón de Ardoz       |      |
| 15084  | Terminal Pza. España - Est. Torrejón  | 215                                 | Torrejón de Ardoz                | Torrejón de Ardoz       |      |